# Viet vu dao
Ne doit pas être confondu avec Viet vo dao.
 (octobre 2023).
Si vous disposez d'ouvrages ou d'articles de référence ou si vous connaissez des sites web de qualité traitant du thème abordé ici, merci de compléter l'article en donnant les références utiles à sa vérifiabilité et en les liant à la section « Notes et références ».
Le Việt Vũ Đạo (la voie du mouvement vietnamien ou la voie de la danse vietnamienne) est un art martial traditionnel vietnamien. Cet art martial est très lié à l'histoire du Vietnam, à l'image du karaté au Japon ou du kung-fu en Chine. Le Viêt Vu Dao ne revendique pas pour autant d’une efficacité réelle, pour la raison simple, qu’il n’est pas seulement un art de combat.

## La tenue
La tenue, symbole traditionnel du Việt Vũ Đạo, appelée le Vo Phuc, est composée d’une veste blanche et d’un pantalon noir. Cette tenue évoque plusieurs significations, d’ordre historique et philosophique ainsi que pratique. La première explication, historique, vient des paysans vietnamiens qui passaient leur temps à travailler dans des rizières. Ils avaient alors constamment les jambes dans de l’eau boueuse, et pour cela ils avaient adopté un pantalon foncé (noir) car moins salissant. En contrepartie le Vietnam est un pays où il fait extrêmement chaud et comme les couleurs foncées attirent la chaleur, ils avaient adopté une veste claire (blanche) pour s’en protéger. Une autre explication voudrait que le blanc symbolise le ciel et le noir la terre. Cette interprétation est à associer à la croyance que l’homme est la passerelle entre la terre et le ciel. De plus, le fait que la tenue soit bicolore permet de bien discerner la zone de frappe autorisée (blanc, pour le buste et les bras) et celle interdite (noir pour les jambes).

## Les caractéristiques du Việt Vũ Đạo
L'enseignement du Viet vu dao est basé sur les cinq armes: Combat à mains nues, Fléau, Baton, Sabre et Philosophie.Ces disciplines correspondent à la spécialité de chacun des cinq guerriers de la légende, fondateurs du Viet Vu Dao.